# Karl Kleinschmidt
Friedrich Wilhelm Karl Heinrich Kleinschmidt (* 26. April 1902 in Hannover; † 13. August 1978 in Schwerin) war ein deutscher evangelisch-lutherischer Pfarrer, Abgeordneter der DDR-Volkskammer und Publizist.

## Leben
Karl Kleinschmidt war der Sohn eines Gymnasiallehrers. Als Schüler trat er in die Deutschnationale Volkspartei (DNVP) ein. Nach Erlangung der Hochschulreife studierte er von 1921 bis 1924 evangelische Theologie an den Universitäten von Jena und München. Während seines Studiums war er 1921 bis 1923 Mitglied der Jenaischen Burschenschaft Germania. Durch seine Arbeit als Student in einem Bergwerk bei Bochum wandelte er sich von einem Deutschnationalen zum Sozialisten.
Nach seinem Studium wurde er als Vikar in den Dienst der Thüringer evangelischen Kirche übernommen. Er wurde zum Pfarrer ordiniert und übte dieses Amt von 1927 bis 1933 in Weißbach und in Eisenberg aus.
Dem Bund religiöser Sozialisten Deutschlands trat Kleinschmidt 1926 in Weißbach/Thüringen bei und er wurde führendes Mitglied in Thüringen zusammen mit Emil Fuchs und Erich Hertzsch. Er war von 1930 bis 1933 der Nachfolger von Emil Fuchs als Landesvorsitzender des Bundes der Religiösen Sozialisten in Thüringen. Im Jahr 1927 war er Mitglied der SPD geworden. Er wurde 1931 vom national-konservativen Thüringer Landeskirchenrat seines Amtes enthoben und 1933 von der Gestapo verhaftet. Nach seiner Entlassung aus der thüringischen Landeskirche arbeitete er kurzzeitig als Bühnenmaler und Ansager im Berliner Kabarett die „Die Katakombe“ unter Werner Finck. 
Die Mecklenburger Kirchenleitung nahm ihn wieder in den Pfarrdienst auf und bot ihm 1935 eine Stelle als Domprediger in Schwerin an. Er war zunächst ein Gefolgsmann des Landesbischofs Walther Schultz und wurde Mitglied im NS-Pastorenbund. Ende 1936 änderte er seine Einstellung und näherte sich der Bekennenden Kirche an. Im März 1939 protestierten Kleinschmidt und sein Amtsbruder Aurel von Jüchen in einem Brief gegen den Ausschluss der getauften Juden aus der Kirche. Einem erneuten kirchlichen Disziplinarverfahren entging er nur, weil er 1939 zur Wehrmacht eingezogen wurde. Als Oberfeldwebel geriet er in US-amerikanische Kriegsgefangenschaft.
Nach seiner Entlassung nahm er wieder sein Amt als Domprediger auf, das er bis zum Eintritt in den Ruhestand 1968 ausübte. Gleich nach der Befreiung vom Nationalsozialismus wurde er Mitglied einer Spruchkammer der Synode, die die Verstrickung von Geistlichen in die Strukturen des NS-Staates untersuchte und mit Disziplinarstrafen sanktionierte. Er gehörte zu den Mitbegründern des Kulturbundes in Mecklenburg, dessen Vizepräsident er von 1947 bis 1949 war. Der Kulturbund initiierte in diesen Jahren die Entwicklung des Ostseebades Ahrenshoop zum Kurort für Kulturschaffende. Kleinschmidt wurde auch Leiter der Informationsabteilung der mecklenburgischen Landesregierung. 1945 trat er erneut in die SPD ein und wurde damit im Jahr 1946 automatisch Mitglied der SED. 1947 gehörte er zu den Mitbegründern der VVN. Im Jahr 1949 nahm er am Weltfriedenskongress in Paris teil. Nach seiner Rückkehr gründete er mit anderen ein Komitee der Kämpfer für den Frieden, aus dem der Friedensrat der DDR hervorging. Von 1949 bis 1954 war er Abgeordneter der Volkskammer der DDR.
Kleinschmidt schrieb ab 1954 Beiträge für die Berliner Zeitung, u. a. bis 1956 gemeinsam mit dem Schriftsteller Stefan Heym die Kolumne Offen gesagt. Darin kritisierte er bestehende Missstände wie die Inkompetenz und mangelnde Bürgernähe der Bürokratie in der DDR. Wiederholt setzte er sich für politische Häftlinge ein. Zwischen 1956 und 1960 legte die Staatssicherheit einen „Operativvorgang Kapelle“ an. Eine ganze Gruppe von Spitzeln wurde auf ihn angesetzt; deren Berichte füllten in dieser Zeit vier Bände. Im Jahr 1955 gehörte er zusammen mit Günter Wirth zu den Herausgebern der Zeitschrift Glaube und Gewissen. Darin machte er sich, so seine Kritiker, zum Apologeten staatlicher Willkür. Als 1958 der Bund evangelischer Pfarrer in der DDR ins Leben gerufen wurde, gehörte er zu seinen Mitbegründern und Vorstandsmitgliedern. 1959 wurde er leitender Redakteur des Evangelischen Pfarrerblatts. Durch seine Freundschaft mit dem BK-Pfarrer Walter Feurich wurde er zum Ehrenmitglied der Kirchlichen Bruderschaft Sachsens ernannt. Kleinschmidt war Mitglied der Christlichen Friedenskonferenz und gehörte von 1961 bis 1973 deren DDR-Regionalausschuss an. 1968 unterhielt er Verbindungen zu einer staatsfeindlichen Gruppe um Robert Havemann, Wolf Biermann und Stefan Heym. Er organisierte im März 1968 einen Kellergottesdienst, bei dem Biermann auftrat.
Nach Kleinschmidts Tod wurde in Schwerin eine Straße nach ihm benannt. Im April 2009 sollte diese Straße auf Antrag der Fraktionen von CDU und FDP in Aurel-von-Jüchen-Straße umbenannt werden. Die Fraktion Die Linke und Mitglieder der Familie protestierten dagegen und der Antrag wurde zurückgezogen. Der Nachlass von Karl Kleinschmidt befindet sich in der Zentral- und Landesbibliothek Berlin, Abteilung Historische Sondersammlungen.
Kleinschmidt war Vater des Publizisten Sebastian Kleinschmidt (* 1948), Schwiegervater der Publizistin und Politikerin Vera Lengsfeld und Großvater des Politikers Philipp Lengsfeld.

## Werke
- Kurt Tucholsky. VEB Verlag Enzyklopädie, Leipzig 1961; wieder VEB Bibliographisches Institut, Leipzig 1964
- Keine Angst vor guten Sitten. Das Neue Berlin, Berlin 1961, Neubearb.; wieder 1962, 1969
- Der Deutschlandsender bringt: 3. Gedanken zur Zeit. 1961
- Frühling der Völkerfreundschaft. Präsidium des Nationalrats der Nationalen Front des Demokratischen Deutschland, Berlin 1958
- Keine Angst vor guten Sitten. Das neue Berlin, Berlin 1957[9]
- Gesprächbüchlein: Ulrich von Hutten. Reclam, Leipzig [1957]
- Martin Luther: Reformatorische Schriften. Reclam, Leipzig 1956
- Friedrich Schiller. Kongress, Berlin 1955, 1.–20. Tsd.
- Ulrich von Hutten. Kongress, Berlin 1955
- Jugend in Gefahr. Kongress, Berlin 1954, 2. verb. Auflage
- Martin Luther. Kongress, Berlin 1953
- Thomas Münzer. Kongress, Berlin 1952 u. ö.
- Die Kirche in der Ostzone. Hg. Parteivorstand der KPD, Frankfurt am Main [1949]
- Als Deutscher auf der Weltfriedenskonferenz in Paris. Landesdruckerei Schwerin; Landesdruckerei Sachsen, Dresden 1949
- Die Predigt nach der „Kristallnacht“. In: Heinrich Fink (Hrsg.): Stärker als die Angst. Den sechs Millionen, die keine Retter fanden. Union, Berlin 1968, S. 56–70
- Evangelium oder neuer Glaube? Bahn, Schwerin 1937

## Ehrungen
- Deutsche Friedensmedaille, 1955
- Vaterländischer Verdienstorden in Bronze (1955)[10]
- Vaterländischer Verdienstorden in Silber (1962)[11]